# Yvoy-le-Marron
Yvoy-le-Marron è un comune francese di 629 abitanti situato nel dipartimento del Loir-et-Cher nella regione del Centro-Valle della Loira.

## Società

### Evoluzione demografica
Abitanti censiti